# 曹鉴燎
曹鉴燎（1955年11月—），广东省广州市人，中华人民共和国贪腐官员。原广州市副市长、增城市委书记。
1974年11月，加入中国共产党。法学博士，经济师。1991年起，任广州市天河区沙河镇党委书记、镇长，天河区副区长。1998年3月，任广州市天河区区长，同年8月任天河区委书记。2002年后，出任广州市海珠区委书记、广州市委副秘书长、广州市政协副主席。2011年12月后，任广州增城市委书记，增城经济技术开发区党工委书记、管委会主任。2012年1月11日，当选广州市副市长。
2013年12月19日被调查，2014年7月11日广东省纪委正式宣布，曹鉴燎在广州市天河区、海珠区和增城市任职期间，利用职务上的便利，为他人谋取利益，先后多次收受他人贿赂，数额特别巨大（大约2.7亿人民币），与11名女性通奸。2017年4月14日，深圳市中级人民法院一审认定曹鉴燎受贿超8000万元，判处无期徒刑。曹当庭表示不服判决要上诉。2017年8月31日，广东省高级人民法院对曹鉴燎受贿上诉案二审宣判，裁定驳回上诉，维持原判。